# رموس نیکولای
رموس نیکولای (به انگلیسی: Remus Nicolai) ژیمناست زادهٔ ۱۰ ژوئن ۱۹۷۷ میلادی اهل کشور رومانی است.